# Kabinett Trovoada II
Das Kabinett Trovoada II ist die 14. Regierung São Tomé und Príncipes, auf portugiesisch die XIV Governo Constitucional de São Tomé e Príncipe. Es ist die zweite unter Premierminister Patrice Trovoada gebildete Regierung des afrikanischen Inselstaates São Tomé und Príncipe, nachdem die vorherige Koalition aus MLSTP–PCD, sowie MDFM in der Parlamentswahl 2010 starke Verluste hinnehmen mussten und sich nicht auf eine Fortsetzung der Koalition einigen konnten.
Trovoada bildete eine ADI Minderheitsregierung, die am 13. August ernannt und am 14. August vereidigt wurde. In diesem zweiten Kabinett Trovoadas waren einige Unabhängige, wie etwa der parteilose Diplomat Manuel Salvador dos Ramos als Außenminister.
| Regierungskoalition | Mandate |
| ------------------- | ------- |
| ADI                 | 26/55   |

Nachdem ein erstes Misstrauensvotum im Juli 2012 wegen formaler Fehler von Evaristo Carvalho, als Präsidenten der Assembleia Nacional zurückgewiesen wurde, trat dieser bei einem zweiten Misstrauensvotum am 21. November 2012 von seinem Posten zurück, sodass erst nach der Wahl eines neuen Präsidenten der Assembleia Nacional das Misstrauensvotum am 28. November 2012 behandelt werden konnte, das die Minderheitsregierung der ADI stürzte.
Am 4. Dezember wurde Trovoada und sein Kabinett von Staatspräsident Manuel Pinto da Costa ihres Amtes enthoben und der ehemalige Premierminister Gabriel Arcanjo da Costa mit der Bildung einer neuen Regierung beauftragt, der die gesamte Opposition in seinem neuen Kabinett vereinte.
Dem Kabinett gehörten folgende Minister an:
| Partei | Partei | Amt                                                         | Amtsinhaber                              |
| ------ | ------ | ----------------------------------------------------------- | ---------------------------------------- |
|        | ADI    | Premierminister                                             | Patrice Trovoada                         |
|        | ADI?   | Minister für Verteidigung und innere Ordnung                | Carlos Olímpio Stock                     |
|        | ADI?   | Kultusminister                                              | Abnildo d’Oliveira                       |
|        | Unabh. | Minister für Auswärtiges und Zusammenarbeit                 | Manuel Salvador dos Ramos                |
|        | ADI    | Ministerin für Gesundheit und Soziales                      | Ângela dos Santos José da Costa Pinheiro |
|        | ADI?   | Minister für Justiz und staatliche Reformen                 | Elísio Teixeira                          |
|        | ADI?   | Minister für Parlamentsangelegenheiten und Dezentralisation | Arlindo Ramos                            |
|        | ADI?   | Minister für öffentliche Arbeit und Bodenschätze            | Carlos Vila Nova                         |
|        | ADI?   | Minister Finanzen                                           | Américo d’Oliveira Ramos                 |
|        | ADI?   | Minister für Planung und Entwicklung                        | Agostinho Quaresma dos Santos Fernandes  |